# 孔克勒米耶
孔克勒米耶（法語：Concremiers，法語發音：[kɔ̃kʁəmje]）是法国安德尔省的一个市镇，属于勒布朗区。

## 地理
孔克勒米耶（46°35'49"N, 1°1'0"E）面积28.11 平方千米，位于法国中央-卢瓦尔河谷大区安德尔省，该省份为法国中部省份，北起卢瓦-谢尔省，西北接安德尔-卢瓦尔省，西南接维埃纳省，南至克勒兹省和上维埃纳省，东临谢尔省。
与孔克勒米耶接壤的市镇（或旧市镇、城区）包括：勒布朗、安格朗德、莫维耶尔、圣艾尼、伯奈兹河畔圣伊莱尔、贝蒂讷。

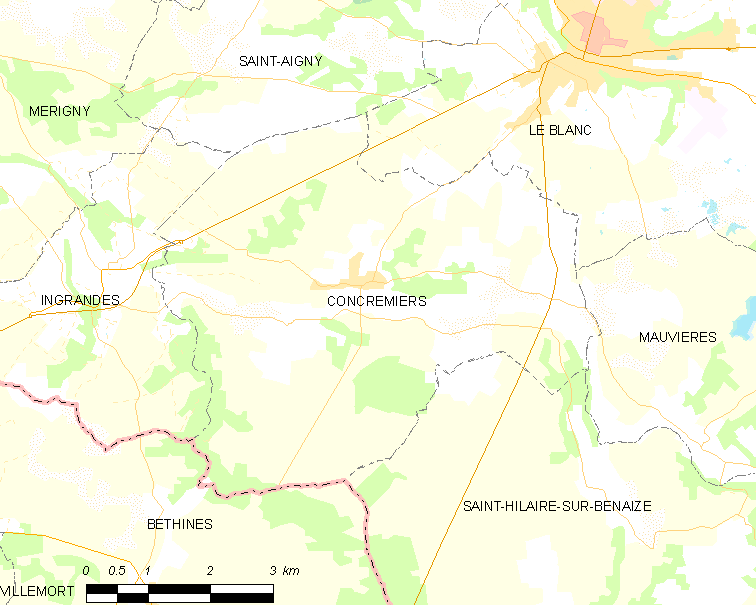
孔克勒米耶的OSM定位图

孔克勒米耶的时区为UTC+01:00、UTC+02:00（夏令时）。

## 行政
孔克勒米耶的邮政编码为36300，INSEE市镇编码为36058。

## 政治
孔克勒米耶所属的省级选区为勒布朗县。

## 人口

1962-2008年间孔克勒米耶人口变化图示

孔克勒米耶于2022年1月1日时的人口数量为595人。